# Monasterio del Corpus Christi de Villarreal
La capilla del Cristo del Hospital de Villarreal (Plana Baja) es el último vestigio de aquel edificio sanitario, concedido por el rey fundador a la villa y tiene una interesante decoración barroca. Erigida en el primer tercio del siglo XVIII, consta de una sola nave con bóveda de cañón. El presbiterio aparece adornado con tallas de ángeles, guirnaldas y medallones dorados, y guarda una copia del antiguo crucifijo hospitalario, de gran valor sentimental. El edificio que lo alberga es hoy monasterio de religiosas dominicas, que conservan una importante colección pictórica en sus aposentos claustrales.